# Aloe congdonii
Aloe congdonii är en grästrädsväxtart som beskrevs av Susan Carter. Aloe congdonii ingår i släktet Aloe och familjen grästrädsväxter. IUCN kategoriserar arten globalt som nära hotad. Inga underarter finns listade i Catalogue of Life.